# Utopický socialismus

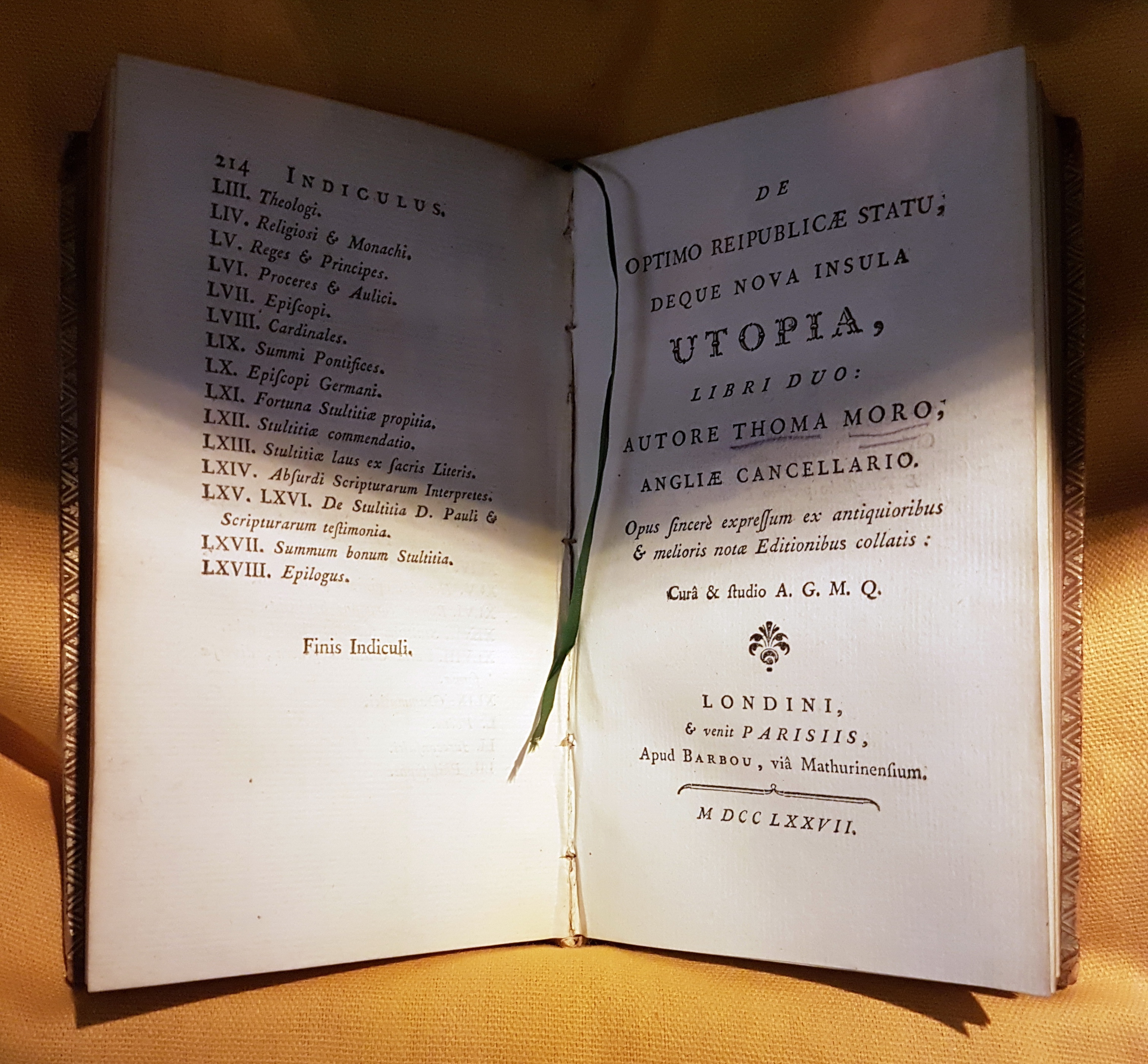
Utopie Thomase Mora, vydání z roku 1777 – patrně reprint latinského vydání z roku 1518 s ilustracemi Ambrosiuse Holbeina.

Utopický socialismus je marxistický pojem určený pro rané myslitele moderního socialismu, kteří sami sebe označovali na základě fetišisace vědy za vědecké socialisty. Podle marxistů je to nauka o společnosti založené na společném vlastnictví, povinné práci pro všechny a rozdělování hodnot podle zásady rovnosti. Obecně pojem zahrnuje autory jako Henri de Saint-Simon, Charles Fourier a Robert Owen, kteří inspirovali Karla Marxe.
Marxisté své předchůdce označovali za utopisty v negativním smyslu, neboť měli za to, že jejich myšlenky nelze v praxi realizovat. Na druhou stranu však lze jisté prvky vysledovat, například kibucy již 100 let v praxi existují. Podle utopickosocialistických představ měla dokonalá společnost fungovat bez soukromého vlastnictví, lidé měli společně pracovat a žít v rovnosti. Z těchto myšlenek také v 19. století čerpali teoretici komunismu; podle jejichž děl se přímo o předchůdce komunismu jedná.
K posunutí slova utopie k opisování nerealistických společenských konceptů přispěl výklad Karla Marxe a Bedřicha Engelse, především v díle Komunistický manifest, které vzniklo v rámci transformace Ligy spravedlivých (německy Bund der Gerechten) na Svaz komunistů (německy Bund der Kommunisten) a také v Engelsově díle Vývoj socialismu od utopie k vědě.

## Definice
Myslitelé utopického socialismu se tradičně sami za utopisty nepovažovali. Byli popsáni jako sociální vědci, kteří tvořili konstrukt společnosti tak, jak si to socialisté v ideální formě své ideologie představují, a to bez ohledu na dobové či lokální společensko-ekonomické reálie. V první polovině 19. století se obecně snažili rozšířit myšlenky Velké francouzské revoluce a vytvořit "spravedlivější" společnost. Ačkoliv Marx a Engels své předchůdce označili termínem utopičtí autoři, tak jejich myšlenky vždy nebyly jen nereálné, ale založené i na vědeckých metodách.
Tento problém uvádí Martin Buber v knize Cesty do utopie. Buber konstatuje, že utopie tzv. utopických socialistů jsou předrevoluční a marxistická utopie je porevoluční, nakolik odumírání státu a skok lidstva z říše nutnosti do říše svobody se u Marxe odehraje až po dosažení revoluce. Buber připomíná, že zásadní rozdíl mezi utopíemi predmarxistickým a marxistickými spočívá v chápání sociální transformace. Marxistický výklad utopií býva také kritiky označován jako ideologický.
Hlavním rozdílem mezi utopickými a ostatními socialisty je, že nutně nevyžadují, aby jejich pojetí bylo lidem vnuceno revolucí či třídním bojem, ale spíše, aby lidé jejich myšlenky sami dobrovolně přijali. Často poté vytvořili dobrovolné malé komunity, kde se svým zřízením a pojetím experimentovali.
Podle Filozofického slovníku (heslo utopický socialismus) jde o předvědeckou etapu vývoje učení o společnosti založené na společném majetku, která je jeden ze zdrojů německé klasické filozofie a anglické politické ekonomie. Proto-utopické představy začínají již v období starého Řecka a Říma, středověkých heretiků, rolnických povstáních a etablují se v období vzniku kapitalismu, reformace a renesance (Hus, Müntzer, More, Campanella), pokračují obdobím osvícenství a národně demokratických revolucí (Meslier, Morelly, Mably , Winstanley, později babeufisté, blanquisté, ) a v období 19. století (Saint-Simon, Fourier, Owen, Cabet, Lamennais, Proudhon a jejich následovníci). A podobně je to uvedeno i v Příručních slovníku, avšak tato definice je rozšířena i na ruských revolučních demokratů (národniků), Gercena, Belinského, Černyševského.

## Literární teorie a praxe
Pravděpodobně prvním utopistou byl Angličan Thomas More (první polovina 16. století), který roku 1516 vydal knihu Utopie, odkud se také odvozuje samotný termín. Ve stejné éře ho v duchu utopického socialismu následoval například i Tommaso Campanella.
Na přelomu 18. a 19. století ve Francii utopický socialismus znovu zpropagoval hrabě Henri de Saint-Simon. Mezi myslitele, které jeho myšlenky ovlivnily, patřili Auguste Comte (svého času Saint-Simonův tajemník), ale i Karl Marx a John Stuart Mill.
Ve Spojeném království se utopickým socialismem proslavil velšský továrník Robert Owen, který vynaložil většinu svého zisku na zlepšení existenčních podmínek svých zaměstnanců, které byly v první polovině 19. století žalostné. Jeho myšlenky ovlivnil utilitarista Jeremy Bentham. Roku 1813 shrnul své myšlenky v knize A New View of Society (Nový pohled společnosti). V americkém státě Indiana založil komunitu nazvanou Nová Harmonie. Experiment však skončil neúspěchem.
Jedním z nejvýznačnějších utopických socialistů také byl Francouz Charles Fourier. Ten proslul vytvořením konceptu tzv. Falanstère. Tj. nahrazení států za malé komplexy budov, kde v každém z uzavřených domových komplexů má organizovaně žít okolo 1600 osob. Komplexy mají mít vlastní obchody, dílny, školu, knihovnu apod. V praxi byly postaveny např. ve Francii či v USA, některé se dochovaly až do první světové války. Své myšlenky shrnul v díle Oeuvres complètes de Charles Fourier (Kompletní dílo Charlese Fouriera), které čítá dvanáct knih, z kterých šest mohlo být vydáno až roku 1966.

#### Primární
- FOURIER, Charles. Velká metamorfóza (Výbor z díla). Praha: Mladá fronta, 1983. 178 s.
- MORE, Thomas. Utopie. Praha: Orbis, 1950. 125 s.
- OWEN, Robert. Vybrané spisy. Praha: Státní nakladatelství politické literatury, 1960. 319 s.
- DE SAINT-SIMON, Henri. Výbor z díla. Praha: Orbis, 1949. 158 s.

#### Sekundární
- BARTHES, Roland. Sade, Fourier, Loyola. Praha: Dokořán, 2006. 190 s. ISBN 80-7363-019-2.
- MURAVCHIK, Joshua. Nebe na zemi. Praha: BB art, 2003. 375 s. ISBN 80-7341-016-8.
- PEŠKOVÁ, Jaroslava. Utopický socialismus v Čechách v XIX. století. Praha: Svobodné slovo, 1965. 189 s.